# Kreisiraadio
Kreisiraadio er en estisk comedy-gruppe, der består af Hannes Võrno, Peeter Oja og Tarmo Leinatamm. Gruppen blev dannet i 1993 og har lavet sketchshows til radio og tv. 
I 2008 vandt de det estiske Melodi Grand Prix med sangen "Leto Svet" og repræsenterede landet i Eurovision Song Contest 2008 i Beograd, Serbien, hvor de dog kun nåede en 18. plads ud af 19 deltagere. 
| Musikgruppe | Spire Denne artikel om en musikgruppe er en spire som bør udbygges. Du er velkommen til at hjælpe Wikipedia ved at udvide den. |